# Slow Down World
Albums de Donovan
7-Tease
(1974) Donovan
(1977)
Slow Down World est le treizième album studio de Donovan, sorti début 1976, et son dernier chez Epic Records.

## Titres
Toutes les chansons sont de Donovan Leitch, sauf mention contraire.

### Face 1
1. Dark-Eyed Blue Jean Angel – 3:50
2. Cryin' Shame – 4:29
3. The Mountain (Adams) – 3:32
4. Children of the World – 3:22
5. My Love Is True (Love Song) (Adams) – 3:41

### Face 2
1. A Well Known Has-Been – 7:25
2. Black Widow – 5:44
3. Slow Down World – 4:22
4. Liberation Rag – 2:56